# 富田林市立喜志中学校
富田林市立喜志中学校（とんだばやししりつきしちゅうがっこう）は、大阪府富田林市にある公立中学校。

## 概要
1983年（昭和58年）1月27日：羽曳野丘陵に喜志中学校を創設。
富田林市で第6番目の中学校として、1983年に設立された。富田林市の北部を校区とし、通法寺町が同校の校区に含まれている。学校敷地は、ＰＬ学園の旧敷地を部分的に継承している。

## 沿革
- 1980年（昭和55年）10月 - 喜志地区中学校新設促進委員会が発足
- 1983年（昭和58年）1月27日 - 富田林市立第一中学校から分離した形で富田林市立喜志中学校として創設
- 1983年（昭和58年）4月1日 - 一部敷地内がＰＬ学園の所有だった為、第一中学校の敷地を借りて開校する。
- 1983年（昭和58年）9月3日 - 富田林市立喜志中学校が誕生

## 通学区域
- 富田林市立喜志西小学校・富田林市立喜志小学校の通学区域

## 交通
- 近鉄長野線 喜志駅から徒歩約15分。